# Казахстан (готель)
«Казахстан» — висотний готель у місті Алма-Ати.

## Історія

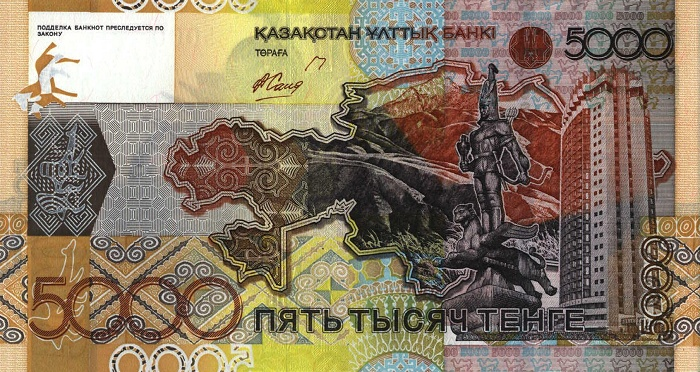
Будинок готелю, зображений на старій купюрі 5000 тенге

Готель будувався в 1975—1977 роках. Будівля визнана пам'яткою архітектури та внесена до реєстру республіканського значення у 1979 році. Має 26 поверхів та 102 метри висоти. З 1977 по 2008 готель був найвищим будинком Алма-Ати. Як повідомляється на сайті готелю, готель є «найсейсмостійкою висотною будівлею Південної столиці».
Загальна площа — 44887,5 кв. метрів.
Архітектори Ю. Г. Ратушний, Л. Л. Ухоботов А. К. Дєєв, конструктор Л. Н. Матвієць, директор «Казгорстройпроекта» А. Ш. Татигулов, начальник будівельно-монтажного управління К. Х. Джабасов, головний інженерр В. Р. Краснянський та начальник будівельного відділу ЦК Компартії В. П. Ситников були висунуті на здобуття Держпремії СРСР, але отримали у 1980 році Державну премію Казахської РСР імені Ч. І. Валіханова.
За роки незалежності біля готелю змінилося безліч власників, і будівля неодноразово перебувала у банківській заставі.
2006 року ізраїльсько-американське архітекторське бюро запропонувало план перебудови стилобатної частини готелю з будівництвом скляного корпусу поряд з історичним. У будівлі, прибудованій до південної частини будівлі, передбачалося розмістити спортклуб, торгові площі, розваги, паркінг.
У 2010-х провадилася реконструкція готелю. Вхідна група стала повністю прозорою, а в лобі тепер є затишні кав'ярні та велика люстра, яка замінила ряд світильників під стелею.
У 2016 році стався обвал оглядового майданчика над рестораном.
У жовтні 2018 року на будівлю готелю було встановлено архітектурне підсвічування.
До території готелю прилягає сквер «Дружба», в якому розташоване панно «Верблюди», пам'ятник Шамші Калдаякову та фонтан. Облаштований зручний вихід на набережну річки Мала Алматинка.

## Архітектура

Будівля є унікальною будівельною спорудою, побудованою в зоні 9-бальної сейсмічної активності. Воно складається з 26 поверхів та має еліпсоподібну форму. Центральний вхід обладнаний криволінійним козирком великого виносу з підсвічуванням. Вертикальний ряд еркерів, що надає будівлі легкість та ажурність, завершується високим аттиком у формі золотистої корони. Конструктивна основа будівлі — монолітне залізобетонне ядро жорсткості з поперечними залізобетонними діафрагмами.
У вестибюлі готелю від дня відкриття готелю висів 34-метровий гобелен «Райдуга Казахстану». Цей гобелен створювала група авторів Б. Заурбекова, І. Ярема, Є. Ніколаєва та К. Тинибеков. У 1980 році колективу авторів гобелену «Райдуга Казахстану» було присуджено Державну премію Казахської РСР імені Ч. А. Валіханова .
В обробці та оформленні фасадів та інтер'єрів використані мармур, граніт, черепашник та інші матеріали.

## Статус пам'ятника
4 квітня 1979 року було ухвалено Рішення виконавчого комітету Алма-Атинської міської Ради народних депутатів № 139 «Про затвердження списку пам'яток історії та культури міста Алма-Ати», в якому було зазначено будівлю готелю. Рішенням передбачалося оформити охоронне зобов'язання.
10 листопада 2010 року було затверджено новий Державний список пам'яток історії та культури місцевого значення міста Алмати, одночасно з яким усі попередні рішення з цього приводу були визнані такими, що втратили чинність. У цій Постанові було збережено статус пам'ятника місцевого значення будівлі висотного готелю. Кордони охоронних зон були затверджені у 2014.